# Maruxa (película)
Maruxa es una película muda española rodada en Galicia en 1923. Se estrenó el 11 de noviembre de 1923, en los cines de Madrid, Alcorcón, Alcalá de Henares, La Coruña, Valladolid, Granada, Toledo y Valencia, y el resto de los cines de España, el 10 de enero de 1924.
Dirigida por Henry Vorins y basada en la zarzuela homónima de Amadeo Vives, fue una producción de Celta Films rodada en las cercanías de Vigo. Se trata de un melodrama amoroso entre jóvenes en un entorno rural. Protagonizada por Paulette Landais y Florián Rey, los títulos tenían una versión en gallego escrita por Manuel Lugrís Freire.